# Isodon macrophyllus
Isodon macrophyllus là một loài thực vật có hoa trong họ Hoa môi. Loài này được (Migo) H.Hara mô tả khoa học đầu tiên năm 1985.